# Maxime Fleuriot
Maxime Fleuriot ist ein Fußballspieler, der für die Nationalmannschaft der Turks- und Caicosinseln gespielt hat. Er spielt als Stürmer.

## Spiele für die Nationalmannschaft
Fleuriot traf einmal bei einem inoffiziellen Freundschaftsspiel gegen die U21 der Kaimaninseln, das Spiel fand am 25. September 2000 statt und endete mit 5:0 für die Turks- und Caicosinseln. Zwei Tage später spielte er dann gegen die erste Auswahl der Kaimansinseln beim Western Union Cup, die Partie ging mit 0:3 verloren. Fleuriot stand in der Anfangself und spielte bis zum Abpfiff. Auf bei der folgenden Turnier-Begegnung gegen Harbour View FC spielte er durch.
Am 4. September 2006 spielte er bei einer Begegnung gegen die Kaimaninseln im Zuge der Karibikmeisterschaft 2007. Die Begegnung konnte mit 2:0 gewonnen werden, Fleuriot erzielte das 2:0. Seinen letzten Einsatz hatte er bei einer 2:3-Niederlage gegen Bahamas, wo er zwar von Beginn an spielte, später jedoch ausgewechselt wurde.